# パクティヤー州
パクティヤー州 (パクティヤーしゅう、Paktiyā パシュトー語表記で  پکتيا) は、アフガニスタン南東部にある州である。南部がホースト州として分離したため、面積が6,431.75km2と小さくなった。人口477,500人 (2006年の公式推計)、州都はガルデーズ（Gardez）。日本メディアなどではパクティア州と表記されることが多い。

## 歴史

### 冷戦時代
パクティヤー州は歴史的・文化的にはロヤ・パクティーカー (大パクティーカー) に属しているという説がある。1950年頃のパクティヤー州はサウザン州と呼ばれ、今よりもずっと大きな州だった。1958年から1964年の間に改名し現在の名前になったが、1978年から1982年の間にパクティーカー州が分離した。
1978年から1989年の間のアフガニスタン紛争の頃にはジャバラの戦いやジャリの戦い、マギストラリ作戦、3234高地の戦いなどが起きたと言う。

### 冷戦終結後
1988年から1995年の間にパクティヤー州からホースト州が分離した。

## 政治
不安的な政治状況にある辺境のため、ターリバーン政権の崩壊後、短期間に多くの知事が交代した。2006年9月のハキーム・タニーワール (当時) 知事の暗殺事件後、ラハマトラ・ラフマットが新知事として任命された。2013年5月現在の知事は、ジュムア・ハーン・ハムダルド。
パクティヤー州はパシュトゥーン人の強固な地盤であり、同州のパシュトゥーン人ナショナリストには、ロヤ・パクティーカーを再結成しパシュトゥーニスタンを建国しようと言う主張がある。
同州はさまざまな問題を抱えているものの、同国南東部で最も安定した地域の１つであり、社会資本を再構築するために着実な努力が払われ、成果が表れている。地域復興支援チーム (PRT) がガルデーズに基地を置き、治安と復興を支援している。

## 治安
2006年9月、ハキーム・タニーワールがターリバーンの自爆テロによって暗殺された。当時、タニーワールの名前は反政府組織による暗殺リストの最上位にランクされていた。
パクティヤーは国内でも最も複雑な政治状況を抱えている。複数の軍閥司令官が州内に強い勢力を保ち、彼らの動向と武力が同州の統治を困難にしている。また、ヒンドゥークシュ山脈に連なる同州の険しい山岳地帯は、ゲリラ活動に格好の隠れ家を提供している。
ターリバーン政権の崩壊後、州内の覇権を巡って軍閥間の小競り合いが相次ぎ、パクティヤーにはきわめて混乱した状況がもたらされた。ガルデズ南部の洞窟地帯では、ターリバーンとアルカーイダとの交戦によって、米軍に侵攻開始以来、最大級の損害がもたらされた

## 地理
パクティヤーはパキスタンの連邦直轄部族地域に属するクラムと国境を接している。アフガニスタン東部の他の伝統的なパシュトゥーン人地域と同様、パキスタンとの国境を画しているデュアランド・ラインはまったく実効力を持たず、地域住民は両国を自由に往来している。
州内のパシュトゥーン人の主要部族は、ザジ、マンガル、ザドラン、ワジール、アフマジ、グルバズ、クラムである。
州内には12県がある。

## 主な出身者
- ムハンマド・ナジーブッラー